# Paketbox
Der Begriff Paketbox wurde bis 2013 vorwiegend für den von der Deutsche Post AG entwickelten öffentlichen Behälter zur Aufgabe von Päckchen und Paketen verwandt. Mit dem zunehmenden Onlinehandel gewann das System an Bedeutung. Daneben werden auch spezielle zusätzliche Kästen zum Empfang von Paketen als Paketbox bezeichnet.

## Begriff
Synonym mit dem Begriff Paketbox werden verwendet:
- Paketkasten
- Paketbriefkasten
- Paketstation
- Packstation

Schwierig ist, dass die Begriffe nicht immer einheitlich eingesetzt werden und gleichzeitig ein Teil der Begriffe in der Vergangenheit fast ausschließlich im Zusammenhang mit Versand-Einrichtungen der Deutschen Post AG verwandt wurden. Inzwischen gibt es aber mehrere Hersteller von Paketboxen zum Empfang von Paketen, als Ergänzung zum Hausbriefkasten, in den Pakete für gewöhnlich nicht passen.

## Arten zum Paketempfang
Es gibt verschiedene Möglichkeiten Paketboxen zum Empfang von Paketen zu betreiben:
1. Als Einrichtung, die ausschließlich einer Empfängeradresse zugeordnet ist. In diesem Fall ist die Paketbox an der Haustür eines Einfamilienhauses angebracht oder auf dessen Grundstück aufgestellt.
2. Bei Mehrfamilienhäusern können sich mehrere Empfängerhaushalte eine Paketbox teilen.
3. Mehrere Paketboxen auch unterschiedlicher Größe können an einem Standort miteinander kombiniert werden.

Diese Paketboxen können nach folgenden Kriterien unterschieden werden:

### Genehmigung
Wird das System von einem Paketdienst angeboten, ist dafür in der Regel keine weitere Genehmigung erforderlich. Allerdings sind diese Systeme meistens nicht für andere Paketdienste zugänglich. Bei Systemen von Herstellern, die nicht selbst Pakete ausliefern, fordern die Paketdienste in der Regel eine Abstellgenehmigung von dem Empfänger, um von eventueller Haftung bei Verlust oder Beschädigung befreit zu sein.

### Schließsystem
Die Paketbox ist mit einer mechanischen Klappe oder Einwurfvorrichtung verschlossen. Die Einwurfeinrichtung soll verhindern, dass einmal eingeworfene Pakete unbefugt wieder entnommen werden können. Warensendungen werden eingeworfen. Wenn der Stauraum in der Box groß genug ist, können mehrere Sendungen eingeworfen werden. Der Empfänger hat einen Schlüssel zum Stauraum und kann so die Sendungen entnehmen.
Die Paketbox hat eine Tür, die im leeren Zustand geöffnet ist oder geöffnet werden kann. Der Zusteller öffnet die Paketbox-Tür, legt die Warensendung hinein und verschließt die Tür, indem sie so zugedrückt bzw. das mechanische Schloss so betätigt wird, dass die Paketbox danach nur durch den Empfänger mit einem Schlüssel wieder geöffnet werden kann. Nach Entnahme der Warensendung durch den Empfänger kann die Tür durch den Zusteller wieder geöffnet werden, um ein neues Paket zustellen zu können.
Das Öffnen und Schließen der Paketbox wird über ein elektronisches System gesteuert. Zusteller und Empfänger haben dazu entsprechende Zugangsdaten. Diese können z. B. als Code vorliegen, der über ein Display eingegeben werden muss, oder mit Hilfe eines Schlüssel-Transponders an das Schloss übertragen wird.

### Aufstellung
Paketboxen können einzeln oder zu mehreren Einheiten kombiniert aufgestellt sein. Die Boxen können jedoch auch mit einem einzelnen Briefkasten oder in Briefkastenanlagen integriert sein.
Weiter gibt es Paketboxen mit integrierter Sonnerie, Video- und/oder Audiokommunikation. Dabei kann eine klassische Sonnerieplatte oder auch ein Touch-Screen zum Einsatz kommen.

### Zugang
Paketboxen können entweder nur für ein Zustellunternehmen oder für mehrere Zustellunternehmen zugänglich sein. Sie können auch entweder einem Empfänger fest zugeordnet sein oder nacheinander für verschiedene Empfänger genutzt werden. Beide Merkmale können miteinander kombiniert werden. Wenn bereits ein Paket in die Paketbox gelegt wurde gibt es die Möglichkeit, dass ein anderer Paketdienst danach weitere Pakete in die Box legt, sofern noch Platz vorhanden ist. Bei allen Zugangsmöglichkeiten stellt sich immer die Frage der Haftung, da jeder, der Zugang zu der Paketbox hat, auch Pakete entnehmen kann.

## Normierung
2015 wurde die Europäische Norm CEN/TS 16819:2015 mit dem Titel „Postalische Dienstleistungen – Paketboxen für den Endverbrauch – Technische Merkmale“ veröffentlicht, in der die technischen Spezifikationen für Paketboxen vorgegeben sind, die zum Empfang von Paketen gedacht sind. Die Norm umfasst unter anderem die Paketgrößen und Sicherheitsvorgaben.
Das Deutsche Institut für Normung arbeitet seit 2016 zusammen mit mehreren Transportdienstleistern an einem einheitlichen Standard ebenfalls zu Paketboxen für den Paket-Empfang. Dabei soll es neben dem Zugang zu den Boxen vor allem um die Frage nach der Haftung gehen, wenn mehrere Zusteller nacheinander die Box öffnen. Wenn die DIN-Norm fertig ist, soll sie ferner als Europäischen Norm vorgeschlagen werden.

## Deutschland

### Paketbox

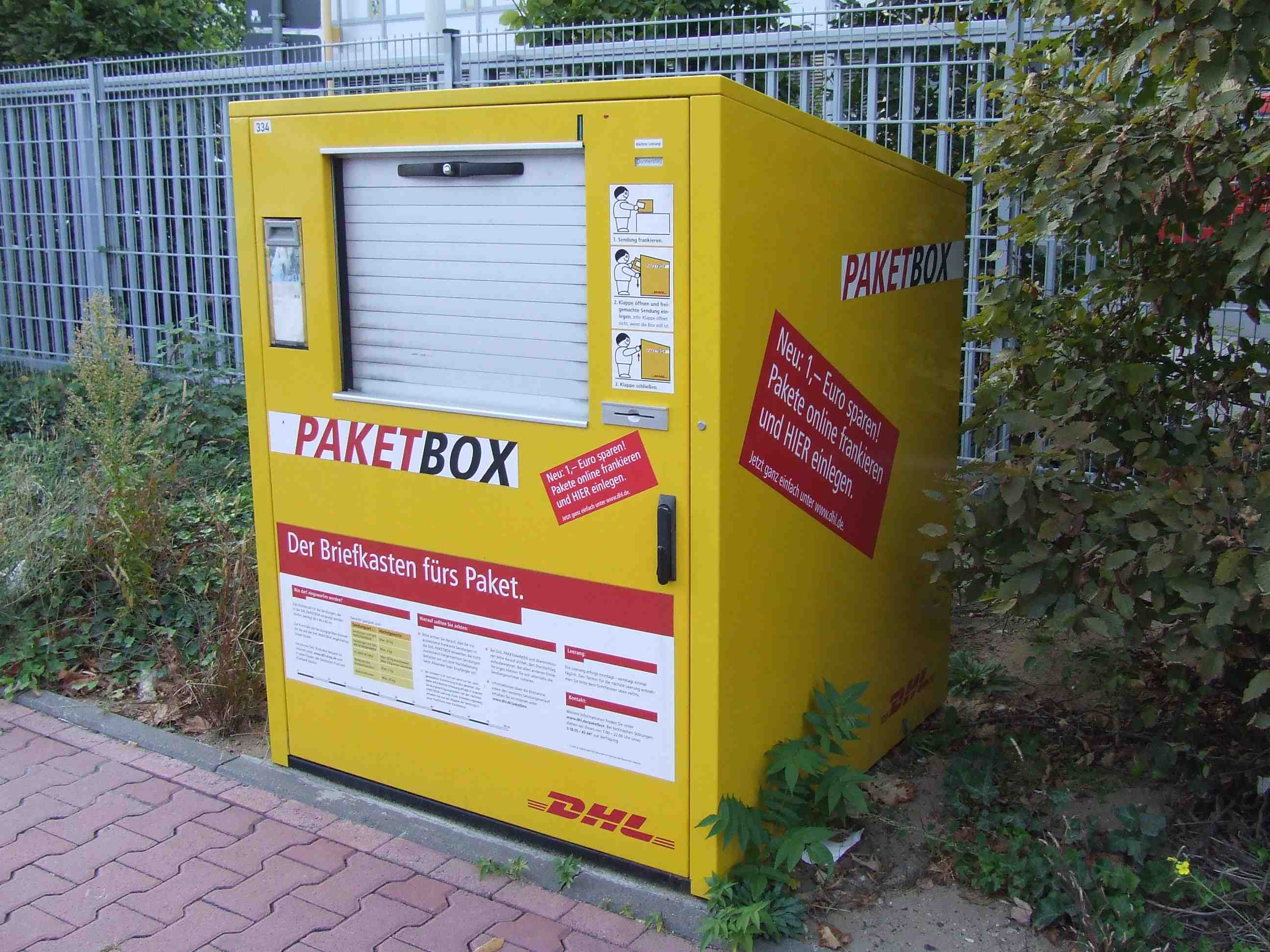
Paketbox (aus der Erprobungsphase 2007) in Frankfurt am Main in der Gutleutstraße (Höhe ca. 160 cm)

Eine Paketbox von DHL ist ein öffentlich zugänglicher Behälter, der mit einer Klappe zum Einwerfen von Päckchen und Paketen versehen ist. Die Paketboxen werden einmal werktäglich (Montag bis Samstag) geleert, der nächste Leerungstag wird an der Paketbox angezeigt. Im Gegensatz zur Packstation ist die Paketbox nicht zum Empfang von Sendungen geeignet, sondern ausschließlich zum Versand.

#### Zulässige Sendungen

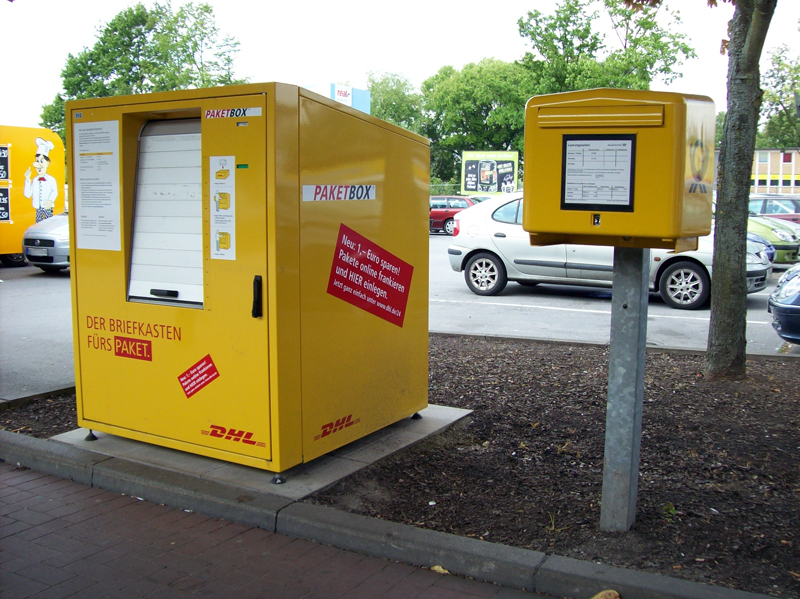
Paketbox neben Briefkasten (2009)

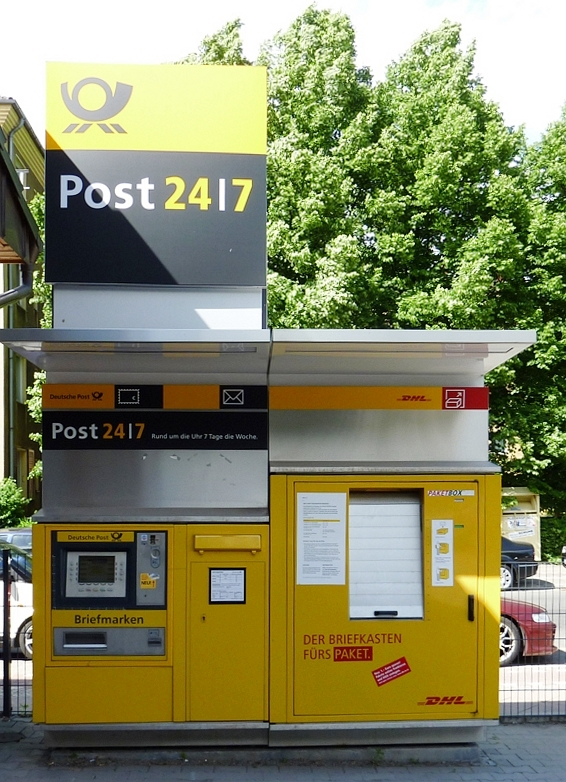
Post 24/7 mit Paketbox

Grundsätzlich sind alle frankierten Päckchen, Pakete und Versandhandelsretouren der Deutschen Post und der DHL für den Einwurf in eine Paketbox geeignet. Eingelegt werden können allerdings nur Sendungen, die eine maximale Größe von 50 cm × 40 cm × 30 cm und ein Gewicht bis 31,5 kg bei Paketen und 2 kg bei Päckchen nicht überschreiten. Bei unzureichender Frankierung erfolgt keine Beförderung.
Der Kunde erhält genau wie beim Briefkasten keinen Einlieferungsbeleg. Sollte ein versichertes Paket abhandenkommen, kann der Kunde den Einwurf in die Paketbox nicht anhand eines Einlieferungsbeleges, wie ihn Packstationen und Postfilialen ausstellen, nachweisen. Die dafür erforderliche Erfassung im Sendungsverfolgungssystem der Deutschen Post DHL erfolgt bei der nächsten Leerung. Deshalb sollte der Durchschlag bei Paketmarken oder Warenretouren aufgehoben oder die Sendungsnummer notiert werden.

#### Geschichte
Die Erprobung der Paketbox begann im September 2006 in Frankfurt am Main, Dortmund und Bonn. Derzeit sind nach Angaben der Deutschen Post bundesweit ca. 1000 Boxen, vornehmlich bei Filialen der Postbank, aufgestellt.

#### Unfall
Am 1. Oktober 2007 war ein neunjähriges Kind aus Dortmund in eine Paketbox geklettert, ein anderer Junge hatte die Paketbox von außen verriegelt. Passanten hörten das in der Box gefangene Kind weinen und alarmierten die Feuerwehr. Nach dem Zwischenfall, bei dem niemand verletzt wurde, meldete die Post, dass vor dem Aufstellen weiterer Paketboxen die Sicherheitsmaßnahmen weiter verschärft werden.

### DHL-Paketkasten
Der DHL-Paketkasten ist eine Paketbox für Hauseigentümer, die an die Wand montiert oder neben das Haus gestellt wird. Es gibt zwei Design-Modelle in zwei Größen, zusätzlich kann man wählen, ob der Paketkasten auch einen Briefkasten integriert haben soll. Pakete können sowohl zugestellt als auch abgeholt werden, die Öffnung erfolgt über einen Schlüsselchip. Im Gegensatz zu anderen Anbietern ist diese Box jedoch nur für DHL-Zusteller nutzbar, andere Paketdienste können sie nicht nutzen. In Mietshäusern wurden Paketkästen mit mehreren Fächern für mehrere Empfänger getestet.
Der Vorstandsvorsitzende der Deutschen Post, Franz Appel, kündigte 2019 an, die Paketkästen aufgrund der zu geringen Nachfrage einzustellen.

### SESAM HomeBox
Die SESAM HomeBox ist ein zustellerunabhängiges System, das Pakete von jedem Paketdienst empfangen und Retouren versenden kann. Für die Zustellung wird lediglich der Paketcode benötigt, welcher der SESAM HomeBox vorangekündigt wird. Zum einmaligen Öffnen dient dann das Paket selbst mit dem darauf befindlichen Paketcode als Schlüssel. Eine Mehrfachbelieferung auch von mehreren Zustellern ist möglich. Dadurch kann eine SESAM HomeBox ohne Probleme von mehreren Personen gemeinsam genutzt werden.

### PAKETIN
Mit dem zustellerunabhängigen System kann jeder Lieferant Sendungen in eine freie Box einlegen (Empfang) und wieder abholen (Versand). Dabei kann eine PIN, die PAKETIN-App, eine Hotline oder eine Schnittstellenanbindung zum Logistiker genutzt werden. Hierdurch können selbst lokale Händler, bspw. der Gemüsehändler, die Waren für den Kunden hinterlegen. Auch mehrere Belieferungen in ein Fach sind möglich. Das System kann in jede Anlage integriert werden, sodass unzählig viele Fächer innerhalb einer Station gesteuert werden können. Da nicht jedem Empfänger ein festes Fach zugewiesen ist, kann bereits mit wenigen Fächern bei großen Wohnhäusern die personenunabhängige Paketzustellung gewährleistet werden.

### Die Paketbox von Housemeister
Bei der Paketbox von Housemeister (eine Marke der TableConnect GmbH) handelt es sich um ein zustellerunabhängiges Paket-Empfangssystem für Mehrfamilienhäuser, Bürogebäude und Businessparks. Eine Besonderheit der Housemeister Paketbox ist das große 32” Touchdisplay, welches zusätzlich für POI-Zwecke (Point of Interest) bzw. für die Bewohner Kommunikation genutzt werden kann und mit einer Vielzahl von Hausverwaltungs-CRM-Anbietern (casavi, DotHome, iDwell, Pockethouse, Puck,..) kompatibel ist.

## Österreich
Als Paket Box oder Paketbox bezeichnet die Österreichische Post Wellpappefaltkartons mit Click-Verschluss, die es in mehreren Größen von etwa 5 bis 50 Liter Volumen typisch in Postämtern zu kaufen gibt und als Verpackung für Pakete dienen.
Post Empfangsboxen werden in verschiedenen Größen zur Montage im oder beim Wohnhaus angeboten, post.at montiert auf Anfrage in Häusern mit mehr als 12 Wohnungen eine große auch kostenlos, diese dienen der Abgabe (= Zustellung) von Paketen, Briefen und Einschreibsendungen, die für den Briefpostkasten zu groß sind, in Abwesenheit eines Empfängers.
Eine Abholstation dient der Hinterlegung eines zuzustellenden Pakets am Postamt im rund um die Uhr zugänglichen SB-Bereich. Mit dem Strichcode des zugestellten Verständigungszettels kann der Empfänger der Sendung diese aus einem sich dafür öffnenden Fach des Automaten entnehmen. 2014 wurde mit 70 Abholstationen begonnen, für 2016 waren 500 österreichweit geplant.
Mit der Postempfangsbox die mit einem Gurt unter der Wohnungstür durch befestigt wird, startet post.at ab November 2016 eine neue Variante der flexiblen Paketzustellung.

### Wiener Wohnen
Der größte Vermieter Europas – Wiener Wohnen – betreibt seit Anfang 2022 in Kooperation mit Wien Energie eigene zustellerunabhängige Paketboxen unter dem Namen „In-Box“. Die ersten Paketboxen gingen in der Per-Albin-Hansson-Siedlung in Betrieb. Dabei handelt es sich um Whitelabel Paketboxen von Housemeister (TableConnect GmbH). Das 32” Touch-Display ermöglicht die intuitive Bedienung und wird zusätzlich als POI für die Bewohner*innenkommunikation verwendet und liefert Mitteilungen der Hausverwaltung, Abfahrtszeiten öffentlicher Verkehrsmittel und einen Wetterbericht.

## Schweiz
Als Paketbox oder Paketfachanlage wird in der Schweiz von verschiedenen Herstellern eine kombinierte Briefkasten- und Paketfach-Anlage für Mehrfamilienhäuser bezeichnet. Diese Anlagen sind unabhängig vom Zusteller und oft bei größeren Überbauungen im Einsatz. Warensendungen können sicher und jederzeit zugestellt werden, auch wenn der Empfänger nicht zu Hause ist.
Die Schweizer Post bezeichnet ihre Paketbox als My Post 24. Diese Automaten ähneln der DHL-Packstation. Dabei stehen Funktionen zur Abholung und Aufgabe inklusive Druck von Etiketten und Bezahlung der Gebühren zur Verfügung. Zusätzlich können die Fächer für ein bis sieben Tage als Schließfach zur Übergabe von Sendungen angemietet werden. 2015 gab es in der ganzen Schweiz 35 Automaten.